# Compter en japonais
 (avril 2008).
La forme ressemble trop à un extrait de cours et nécessite une réécriture afin de correspondre aux standards de Wikipédia.

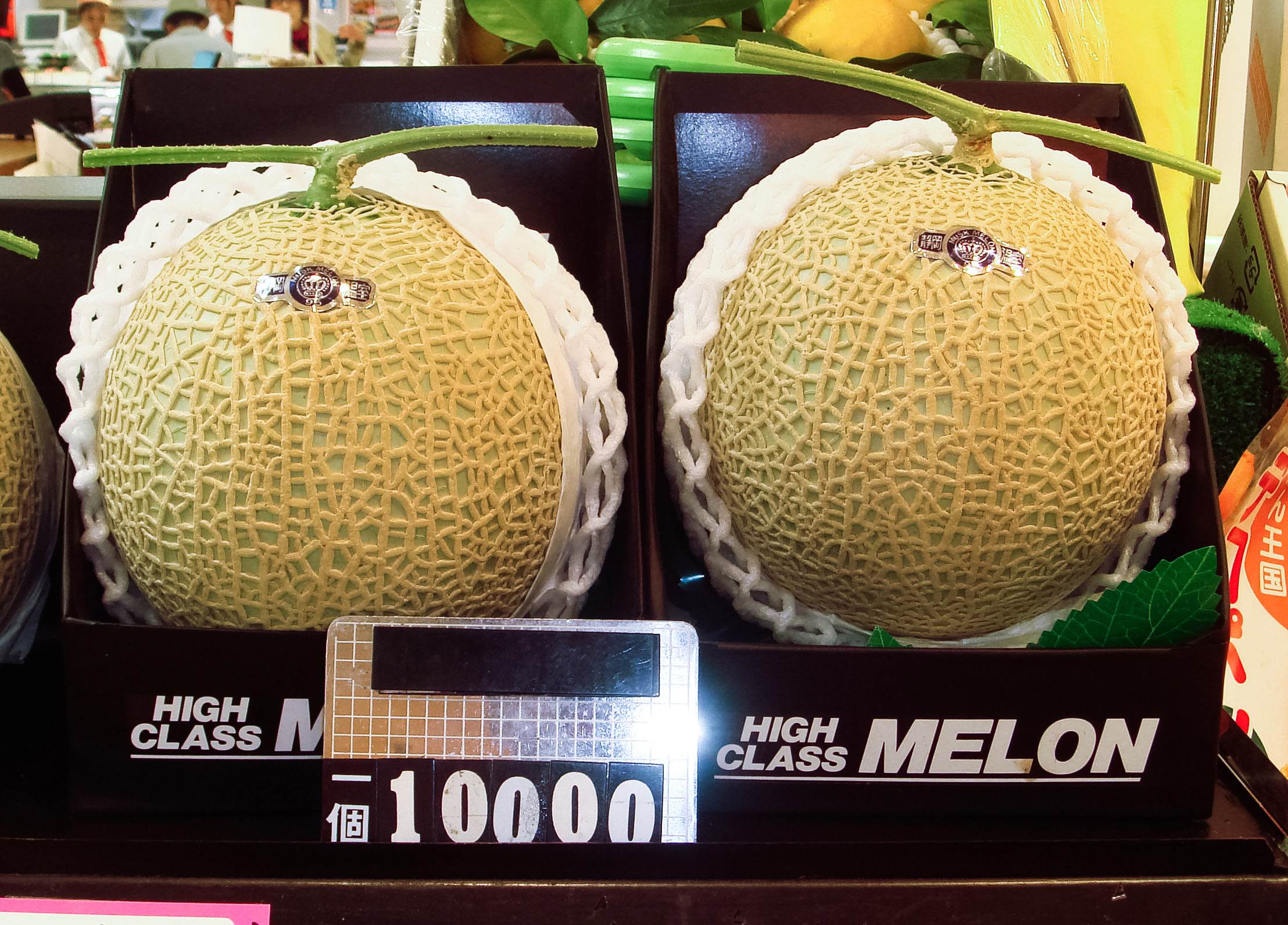
10 000 yens (environ 100 $) Melon musclé, soigneusement sélectionné pour son absence d'imperfections, destiné à être offert selon la coutume japonaise du cadeau.

Compter des objets, des animaux ou des personnes en japonais est assez spécifique, probablement hérité des classificateurs en chinois, que l'on retrouve également dans les compteurs en coréen. En effet, il est nécessaire d'intercaler entre le nombre et l'objet du comptage un suffixe, dépendant de la nature de cet objet. Parfois, la prononciation du nombre peut même en être affectée.

## Les nombres
Voir aussi : Numération japonaise.
| Français             | Kanji         | Lecture on'yomi | Lecture on'yomi  | Lecture kun'yomi | Lecture kun'yomi |
| Français             | Kanji         | Rōmaji          | Kana             | Rōmaji           | Kana             |
| -------------------- | ------------- | --------------- | ---------------- | ---------------- | ---------------- |
| zéro                 | 零            | rei             | れい             |                  |                  |
| un                   | 一            | ichi/itsu       | いち / いつ      | hito             | ひと             |
| deux                 | 二            | ni              | に               | futa             | ふた             |
| trois                | 三            | san             | さん             | mi               | み               |
| quatre               | 四            | shi             | し               | yo/yon           | よ/よん          |
| cinq                 | 五            | go              | ご               | itsu             | いつ             |
| six                  | 六            | roku            | ろく             | mu/mui           | む/むい          |
| sept                 | 七            | shichi          | しち             | nana             | なな             |
| huit                 | 八            | hachi           | はち             | ya/yō            | や/よう          |
| neuf                 | 九            | kyū/ku          | きゅう/く        | kokono           | ここの           |
| dix                  | 十            | jū              | じゅう           | tō               | とう             |
| vingt                | 二十          | nijū            | にじゅう         | hata             | はた             |
| trente               | 三十          | sanjū           | さんじゅう       | miso             | みそ             |
| cent                 | 百            | hyaku           | ひゃく           | momo             | もも             |
| deux cents           | 二百          | nihyaku         | にひゃく         | futaho           | ふたほ           |
| mille                | 千            | sen             | せん             | chi              | ち               |
| dix mille (10⁴)      | 万            | man             | まん             | yorozu           | よろず           |
| cent millions (10⁸)  | 億            | oku             | おく             |                  |                  |
| billion (10¹²)       | 兆            | chō             | ちょう           | kiza             | きざ             |
| dix billiards(10¹⁶)  | 京            | kei/kyō         | けい/きょう      | miyako           | みやこ           |
| cent trillons (10²⁰) | 垓            | gai             | がい             |                  |                  |
| 10²⁴                 | 𥝱, 秭        | jo, shi         | じょ, し         |                  |                  |
| 10²⁸                 | 穣            | jō              | じょう           |                  |                  |
| 10³²                 | 溝            | kō              | こう             |                  |                  |
| 10³⁶                 | 澗            | kan             | かん             |                  |                  |
| 10⁴⁰                 | 正            | sei             | せい             |                  |                  |
| 10⁴⁴                 | 載            | sai             | さい             |                  |                  |
| 10⁴⁸                 | 極            | goku            | ごく             |                  |                  |
| 10⁵²                 | 恒河沙        | gōgasha         | ごうがしゃ       |                  |                  |
| 10⁵⁶                 | 阿僧祇        | asōgi           | あそうぎ         |                  |                  |
| 10⁶⁰                 | 那由他/那由多 | nayuta          | なゆた           |                  |                  |
| 10⁶⁴                 | 不可思議      | fukashigi       | ふかしぎ         |                  |                  |
| 10⁶⁸                 | 無量大数      | muryōdaisū      | むりょうだいすう |                  |                  |

Il existe une autre manière d'écrire 零 (rei) : 〇, qui se prononce zero (ゼロ).
Dans la suite de l'article, le kanji 何 permet de construire « Combien ? »
Exemple : 公園には何人いますか。« Combien de personnes y a-t-il dans le parc ? »

## Compter par défaut
Lorsque le compteur spécifique à utiliser n'est pas connu ou certain, on peut utiliser le compteur par défaut : つ (-tsu).
| Nombre      | Kanji | Kana     | Rōmaji    |
| ----------- | ----- | -------- | --------- |
| 1           | 一つ  | ひとつ   | hitotsu   |
| 2           | 二つ  | ふたつ   | futatsu   |
| 3           | 三つ  | みっつ   | mittsu    |
| 4           | 四つ  | よっつ   | yottsu    |
| 5           | 五つ  | いつつ   | itsutsu   |
| 6           | 六つ  | むっつ   | muttsu    |
| 7           | 七つ  | ななつ   | nanatsu   |
| 8           | 八つ  | やっつ   | yattsu    |
| 9           | 九つ  | ここのつ | kokonotsu |
| 10          | 十    | とお     | tō        |
| (Combien ?) | 何つ  | いくつ   | ikutsu    |

Exemple : 練習には質問が九つあります。« Il y a 9 questions dans l'exercice. »
Le spécificatif numéral par défaut peut être utilisé pour dénombrer les choses dites abstraites, comme les questions d'un exercice.

## Numération des êtres humains

### Compter des personnes
Pour compter des personnes, il faut utiliser le compteur : 人 (り ou にん, -ri ou -nin).
| Nombre      | Kanji | Kana               | Rōmaji             |
| ----------- | ----- | ------------------ | ------------------ |
| 1           | 一人  | ひとり             | hitori             |
| 2           | 二人  | ふたり             | futari             |
| 3           | 三人  | さんにん           | sannin             |
| 4           | 四人  | よにん             | yonin              |
| 5           | 五人  | ごにん             | gonin              |
| 6           | 六人  | ろくにん           | rokunin            |
| 7           | 七人  | ななにん、しちにん | nananin, shichinin |
| 8           | 八人  | はちにん           | hachinin           |
| 9           | 九人  | きゅうにん         | kyūnin             |
| 10          | 十人  | じゅうにん         | jūnin              |
| (Combien ?) | 何人  | なんにん           | nannin             |

Exemple : 車には 何人いますか。五人います。« Combien de personnes y a-t-il dans la voiture ? Il y a cinq personnes. »

### Expression de l'âge
Lorsque l'on désire renseigner l'âge de quelqu'un, on utilise le compteur 歳 (さい, -sai). Exception phonétique : pour le cas de quelqu'un de vingt ans, son âge (二十歳) se prononce はたち (hatachi) ; pour dix ans, 十歳 se lit également ととせ (totose).
| Nombre      | Kanji | Kana                 | Rōmaji         |
| ----------- | ----- | -------------------- | -------------- |
| 1           | 一歳  | いっさい             | issai          |
| 2           | 二歳  | にさい               | nisai          |
| 3           | 三歳  | さんさい             | sansai         |
| 4           | 四歳  | よんさい             | yonsai         |
| 5           | 五歳  | ごさい               | gosai          |
| 6           | 六歳  | ろくさい             | rokusai        |
| 7           | 七歳  | ななさい             | nanasai        |
| 8           | 八歳  | はっさい             | hassai         |
| 9           | 九歳  | きゅうさい           | kyūsai         |
| 10          | 十歳  | じゅっさい、じっさい | jussai, jissai |
| (Combien ?) | 何歳  | なんさい             | nansai         |

Exemple : 私は十歳です。« J'ai 10 ans. »
Note : en raison de la complexité du kanji 歳, il est souvent remplacé par 才 dans l'écriture manuscrite. Il n'y a cependant pas de raison d'utiliser cette abréviation lorsque l'on écrit avec un ordinateur.

## Compter des animaux
Compter des animaux nécessite tout d'abord de déterminer le type d'animal qui est compté :
- oiseaux et lapins
- petits animaux
- gros et grands animaux

### Oiseaux et lapins
Les oiseaux ont un compteur spécifique : 羽 (は). Ce compteur subit un certain nombre de modifications euphoniques. Si à l'origine 羽 était prononcé ha, il est prononcé wa au XXIe siècle, et sa transcription は est parfois changée en わ, ce qui change lesdites modifications euphoniques. C'est pourquoi les deux possibilités sont reproduites dans le tableau, sous la forme d'un choix entre (1) et (2) :
| Kanji | Kana (1) | Rōmaji (1) | Kana (2) | Rōmaji (2) |
| ----- | -------- | ---------- | -------- | ---------- |
| 一羽  | いちは   | ichiwa     | いちわ   | ichiwa     |
| 二羽  | には     | niwa       | にわ     | niwa       |
| 三羽  | さんば   | sanba      | さんわ   | sanwa      |
| 四羽  | よんは   | yonwa      | よんわ   | yonwa      |
| 五羽  | ごは     | gowa       | ごわ     | gowa       |
| 六羽  | ろっぱ   | roppa      | ろくわ   | rokuwa     |
| 七羽  | ななは   | nanawa     | ななわ   | nanawa     |
| 八羽  | はっぱ   | happa      | はちわ   | hachiwa    |
| 九羽  | きゅうは | kyūwa      | きゅうわ | kyūwa      |
| 十羽  | じゅっぱ | juppa      | じゅうわ | jūwa       |
| 何羽  | なんは   | nanwa      | なんわ   | nanwa      |

Exemple : 庭には鳥が七羽います。 « Dans le jardin, il y a sept oiseaux. »

### Petits animaux
Les petits animaux tels que les chats (猫), les chiens (犬), les poissons (魚), insectes (昆虫), etc., ont comme compteur : 匹 (ひき). Ce compteur subit un certain nombre de modifications euphoniques.
| Kanji | Kana                 | Rōmaji             |
| ----- | -------------------- | ------------------ |
| 一匹  | いっぴき             | ippiki             |
| 二匹  | にひき               | nihiki             |
| 三匹  | さんびき             | sanbiki            |
| 四匹  | よんひき             | yonhiki            |
| 五匹  | ごひき               | gohiki             |
| 六匹  | ろっぴき、ろくひき   | roppiki, rokuhiki  |
| 七匹  | ななひき             | nanahiki           |
| 八匹  | はっぴき、はちひき   | happiki, hachihiki |
| 九匹  | きゅうひき           | kyūhiki            |
| 十匹  | じゅっぴき、じっぴき | juppiki, jippiki   |
| 何匹  | なんびき             | nanbiki            |

Exemple : 家には三匹猫がいます。 « À la maison, il y a trois chats. »

### Grands animaux
Les autres animaux (non spécifiquement petits et n'appartenant pas au groupe des oiseaux), tels que les éléphants (象), les diplodocus (ディプロドクス), les dragons (竜) ou les baleines (鯨), utilisent le compteur 頭 (とう).
| Kanji | Kana       | Rōmaji |
| ----- | ---------- | ------ |
| 一頭  | いっとう   | ittō   |
| 二頭  | にとう     | nitō   |
| 三頭  | さんとう   | santō  |
| 四頭  | よんとう   | yontō  |
| 五頭  | ごとう     | gotō   |
| 六頭  | ろくとう   | rokutō |
| 七頭  | ななとう   | nanatō |
| 八頭  | はっとう   | hattō  |
| 九頭  | きゅうとう | kyūtō  |
| 十頭  | じゅっとう | juttō  |
| 何頭  | なんとう   | nantō  |

Exemple : 水族館には鯨が八頭います。 « À l'aquarium, il y a huit baleines. »

## Compter des objets
Compter des objets nécessite une catégorisation des types d'objets assez complexe car les règles sont aussi nombreuses que les exceptions. Les grandes catégories d'objets sont :
- objets fins et plats (timbres, draps…) ;
- objets technologiques (voitures, postes de télévision, baladeurs MP3…) ;
- objets longs et cylindriques (crayons, doigts, arbres, parapluie…) ;
- très petits objets ;
- vêtements ;
- objets reliés (livres, dictionnaires, magazines) ;
- objets portés aux pieds (chaussettes, chaussures…) ;
- tranches (de gâteau, de pain, de jambon…) ;
- liquides contenus dans des récipients ;
- pilules, gélules, médicaments de forme ronde ;
- etc.

### Objets fins et plats
Le compteur 枚 (まい) s'applique aux objets fins et plats tels que timbres, tickets, feuilles, draps, etc.
| Kanji | Kana       | Rōmaji   |
| ----- | ---------- | -------- |
| 一枚  | いちまい   | ichimai  |
| 二枚  | にまい     | nimai    |
| 三枚  | さんまい   | sanmai   |
| 四枚  | よんまい   | yonmai   |
| 五枚  | ごまい     | gomai    |
| 六枚  | ろくまい   | rokumai  |
| 七枚  | ななまい   | nanamai  |
| 八枚  | はちまい   | hachimai |
| 九枚  | きゅうまい | kyūmai   |
| 十枚  | じゅうまい | jūmai    |
| 何枚  | なんまい   | nanmai   |

### Objets technologiques
Le compteur 台 (だい) s'applique aux objets technologiques et véhicules tels que voitures, vélos, postes de télévision, baladeurs MP3…
| Kanji | Kana       | Rōmaji   |
| ----- | ---------- | -------- |
| 一台  | いちだい   | ichidai  |
| 二台  | にだい     | nidai    |
| 三台  | さんだい   | sandai   |
| 四台  | よんだい   | yondai   |
| 五台  | ごだい     | godai    |
| 六台  | ろくだい   | rokudai  |
| 七台  | ななだい   | nanadai  |
| 八台  | はちだい   | hachidai |
| 九台  | きゅうだい | kyūdai   |
| 十台  | じゅうだい | jūdai    |
| 何台  | なんだい   | nandai   |

### Objets longs et cylindriques
Le compteur 本 (ほん) s'applique aux objets longs et cylindriques tels que crayons, doigts, arbres… Ce compteur subit un certain nombre de modifications euphoniques.
| Kanji | Kana                 | Rōmaji         |
| ----- | -------------------- | -------------- |
| 一本  | いっぽん             | ippon          |
| 二本  | にほん               | nihon          |
| 三本  | さんぼん             | sanbon         |
| 四本  | よんほん             | yonhon         |
| 五本  | ごほん               | gohon          |
| 六本  | ろっぽん             | roppon         |
| 七本  | ななほん             | nanahon        |
| 八本  | はっぽん             | happon         |
| 九本  | きゅうほん           | kyūhon         |
| 十本  | じゅっぽん、じっぽん | juppon, jippon |
| 何本  | なんぼん             | nanbon         |

### Très petits objets
Pour compter de petits objets comme des trombones, des gommes, des dés, des croissants…, on utilise le compteur 個 (こ).
| Kanji | Kana             | Rōmaji       |
| ----- | ---------------- | ------------ |
| 一個  | いっこ           | ikko         |
| 二個  | にこ             | niko         |
| 三個  | さんこ           | sanko        |
| 四個  | よんこ           | yonko        |
| 五個  | ごこ             | goko         |
| 六個  | ろっこ           | rokko        |
| 七個  | ななこ           | nanako       |
| 八個  | はっこ           | hakko        |
| 九個  | きゅうこ         | kyūko        |
| 十個  | じゅっこ、じっこ | jukko, jikko |
| 何個  | なんこ           | nanko        |

### Vêtements
Le compteur 着 (ちゃく) s'applique aux vêtements (à l'exception de ceux portés au pied).
| Kanji | Kana                     | Rōmaji             |
| ----- | ------------------------ | ------------------ |
| 一着  | いっちゃく               | icchaku            |
| 二着  | にちゃく                 | nichaku            |
| 三着  | さんちゃく               | sanchaku           |
| 四着  | よんちゃく               | yonchaku           |
| 五着  | ごちゃく                 | gochaku            |
| 六着  | ろくちゃく               | rokuchaku          |
| 七着  | ななちゃく               | nanachaku          |
| 八着  | はっちゃく               | hacchaku           |
| 九着  | きゅうちゃく             | kyūchaku           |
| 十着  | じゅっちゃく、じっちゃく | jucchaku, jicchaku |
| 何着  | なんちゃく               | nanchaku           |

### Objets reliés
Le compteur 冊 (さつ) s'applique aux objets reliés tels que livres, dictionnaires, magazines…
| Kanji | Kana                 | Rōmaji             |
| ----- | -------------------- | ------------------ |
| 一冊  | いっさつ             | issatsu            |
| 二冊  | にさつ               | nisatsu            |
| 三冊  | さんさつ             | sansatsu           |
| 四冊  | よんさつ             | yonsatsu           |
| 五冊  | ごさつ               | gosatsu            |
| 六冊  | ろくさつ             | rokusatsu          |
| 七冊  | ななさつ             | nanasatsu          |
| 八冊  | はっさつ             | hassatsu           |
| 九冊  | きゅうさつ           | kyūsatsu           |
| 十冊  | じゅっさつ、じっさつ | jussatsu, jissatsu |
| 何冊  | なんさつ             | nansatsu           |

### Objets portés au pied
Le compteur 足 (そく) s'applique aux objets portés au pied tels les chaussettes, chaussures… Le compteur ne s'applique pas à l'objet seul mais aux paires (ex. : une paire de chaussures).
| Kanji | Kana                 | Rōmaji           |
| ----- | -------------------- | ---------------- |
| 一足  | いっそく             | issoku           |
| 二足  | にそく               | nisoku           |
| 三足  | さんぞく             | sanzoku          |
| 四足  | よんそく             | yonsoku          |
| 五足  | ごそく               | gosoku           |
| 六足  | ろくそく             | rokusoku         |
| 七足  | ななそく             | nanasoku         |
| 八足  | はっそく             | hassoku          |
| 九足  | きゅうそく           | kyūsoku          |
| 十足  | じゅっそく、じっそく | jussoku, jissoku |
| 何足  | なんぞく             | nanzoku          |

### Tranches
Le compteur 切れ (きれ) s'applique aux tranches de gâteau, de pain, de jambon…
| Kanji  | Kana               | Rōmaji             |
| ------ | ------------------ | ------------------ |
| 一切れ | ひときれ           | hitokire           |
| 二切れ | ふたきれ           | futakire           |
| 三切れ | みきれ             | mikire             |
| 四切れ | よんきれ           | yonkire            |
| 五切れ | ごきれ             | gokire             |
| 六切れ | ろっきれ           | rokkire            |
| 七切れ | ななきれ           | nanakire           |
| 八切れ | はちきれ、はっきれ | hachikire, hakkire |
| 九切れ | きゅうきれ         | kyuukire           |
| 十切れ | じゅっきれ         | jukkire            |
| 何切れ | なんきれ           | nankire            |

### Liquides contenus dans des récipients
Le compteur 杯 (はい) s'applique aux liquides contenus dans des tasses, verres… Ce compteur subit un certain nombre de modifications euphoniques.
| Kanji | Kana                 | Rōmaji         |
| ----- | -------------------- | -------------- |
| 一杯  | いっぱい             | ippai          |
| 二杯  | にはい               | nihai          |
| 三杯  | さんばい             | sanbai         |
| 四杯  | よんはい             | yonhai         |
| 五杯  | ごはい               | gohai          |
| 六杯  | ろっぱい             | roppai         |
| 七杯  | ななはい             | nanahai        |
| 八杯  | はっぱい             | happai         |
| 九杯  | きゅうはい           | kyūhai         |
| 十杯  | じゅっぱい、じっぱい | juppai, jippai |
| 何杯  | なんばい             | nanbai         |

### Pilules
Le compteur 錠 (じょう) s'applique aux pilules, gélules et autres médicaments de forme ronde.
| Kanji | Kana         | Rōmaji  |
| ----- | ------------ | ------- |
| 一錠  | いちじょう   | ichijō  |
| 二錠  | にじょう     | nijō    |
| 三錠  | さんじょう   | sanjō   |
| 四錠  | よんじょう   | yonjō   |
| 五錠  | ごじょう     | gojō    |
| 六錠  | ろくじょう   | rokujō  |
| 七錠  | ななじょう   | nanajō  |
| 八錠  | はちじょう   | hachijō |
| 九錠  | きゅうじょう | kyūjō   |
| 十錠  | じゅうじょう | jūjō    |
| 何錠  | なんじょう   | nanjō   |

Exemple : アスピリンを二錠飲みなさい。 « Prenez deux comprimés d'aspirine. »

## Durées

### Années
Le spécificatif employé pour les années est 年 (ねん).
| Kanji | Kana               | Rōmaji             |
| ----- | ------------------ | ------------------ |
| 一年  | いちねん           | ichinen            |
| 二年  | にねん             | ninen              |
| 三年  | さんねん           | sannen             |
| 四年  | よねん             | yonen              |
| 五年  | ごねん             | gonen              |
| 六年  | ろくねん           | rokunen            |
| 七年  | ななねん、しちねん | nananen, shichinen |
| 八年  | はちねん           | hachinen           |
| 九年  | きゅうねん         | kyūnen             |
| 十年  | じゅうねん         | jūnen              |
| 何年  | なんねん           | nannen             |

Exemple : 二千年 (ni sen nen) : « L'an 2000 ».

### Mois
Pour les mois, c'est か月 (かげつ) ou ヶ月 (かげつ).
| Kanji  | Kana                     | Rōmaji                     |
| ------ | ------------------------ | -------------------------- |
| 一か月 | いっかげつ               | ikkagetsu                  |
| 二か月 | にかげつ                 | nikagetsu                  |
| 三か月 | さんかげつ               | sankagetsu                 |
| 四か月 | よんかげつ               | yonkagetsu                 |
| 五か月 | ごかげつ                 | gokagetsu                  |
| 六か月 | ろっかげつ、はんとし     | rokkagetsu, hantoshi       |
| 七か月 | ななかげつ、しちかげつ   | nanakagetsu, shichikagetsu |
| 八か月 | はちかげつ、はっかげつ   | hachikagetsu, hakkagetsu   |
| 九か月 | きゅうかげつ             | kyūkagetsu                 |
| 十か月 | じゅっかげつ、じっかげつ | jukkagetsu, jikkagetsu     |
| 何か月 | なんかげつ               | nankagetsu                 |

Voir aussi l'article détaillé : Mois de l'année en japonais

### Semaines
Pour les semaines, c'est 週間 (しゅうかん).
| Kanji  | Kana                             | Rōmaji                   |
| ------ | -------------------------------- | ------------------------ |
| 一週間 | いっしゅうかん                   | isshūkan                 |
| 二週間 | にしゅうかん                     | nishūkan                 |
| 三週間 | さんしゅうかん                   | sanshūkan                |
| 四週間 | よんしゅうかん                   | yonshūkan                |
| 五週間 | ごしゅうかん                     | goshūkan                 |
| 六週間 | ろくしゅうかん                   | rokushūkan               |
| 七週間 | ななしゅうかん、しちしゅうかん   | nanashūkan, shichishūkan |
| 八週間 | はっしゅうかん                   | hasshūkan                |
| 九週間 | きゅうしゅうかん                 | kyūshūkan                |
| 十週間 | じゅっしゅうかん、じっしゅうかん | jusshūkan, jisshūkan     |
| 何週間 | なんしゅうかん                   | nanshūkan                |

### Jours
Pour les jours, c'est 日 (か / にち).
| Kanji  | Kana         | Rōmaji      |
| ------ | ------------ | ----------- |
| 一日   | いちにち     | ichinichi   |
| 二日間 | ふつかかん   | futsukakan  |
| 三日間 | みっかかん   | mikkakan    |
| 四日間 | よっかかん   | yokkakan    |
| 五日間 | いつかかん   | itsukakan   |
| 六日間 | むいかかん   | muikakan    |
| 七日間 | なのかかん   | nanokakan   |
| 八日間 | ようかかん   | yōkakan     |
| 九日間 | ここのかかん | kokonokakan |
| 十日間 | とおかかん   | tōkakan     |
| 何日間 | なんにちかん | nannichikan |

Au delà de dix jours, il suffit d'ajouter 日間 (にちかん) au nombre de jours à compter : 十六日間 (じゅうろくにちかん) pour 16 jours par exemple.
Ces termes indiquent une durée (il y a un jour, dans trois jours…) et non le numéro du jour dans le mois (dates en japonais).

### Heures
Celui employé pour compter les heures, c'est 時間 (じかん).
| Kanji  | Kana                   | Rōmaji                 |
| ------ | ---------------------- | ---------------------- |
| 一時間 | いちじかん             | ichijikan              |
| 二時間 | にじかん               | nijikan                |
| 三時間 | さんじかん             | sanjikan               |
| 四時間 | よじかん               | yojikan                |
| 五時間 | ごじかん               | gojikan                |
| 六時間 | ろくじかん             | rokujikan              |
| 七時間 | ななじかん、しちじかん | nanajikan, shichijikan |
| 八時間 | はちじかん             | hachijikan             |
| 九時間 | くじかん               | kujikan                |
| 十時間 | じゅうじかん           | jūjikan                |
| 何時間 | なんじかん             | nanjikan               |

### Minutes
Pour compter les minutes, on utilise le compteur 分 (ふん). Ce compteur subit un certain nombre de modifications euphoniques.
| Kanji | Kana                 | Rōmaji             |
| ----- | -------------------- | ------------------ |
| 一分  | いっぷん             | ippun              |
| 二分  | にふん               | nifun              |
| 三分  | さんぶん, さんぷん   | sanbun, sanpun     |
| 四分  | よんぷん             | yonpun             |
| 五分  | ごふん               | gofun              |
| 六分  | ろっぷん             | roppun             |
| 七分  | ななふん、しちふん   | nanafun, shichifun |
| 八分  | はっぷん、はちふん   | happun, hachifun   |
| 九分  | きゅうふん           | kyūfun             |
| 十分  | じゅっぷん、じっぷん | juppun, jippun     |
| 何分  | なんぷん             | nanpun             |

Exemples :
- 五分 (go fun) : 5 minutes
- 二十分 (ni juppun) : 20 minutes

### Secondes
Pour compter les secondes, on utilise le compteur 秒 (びょう).
| Kanji | Kana                   | Rōmaji             |
| ----- | ---------------------- | ------------------ |
| 一秒  | いちびょう             | ichibyō            |
| 二秒  | にびょう               | nibyō              |
| 三秒  | さんびょう             | sanbyō             |
| 四秒  | よんびょう             | yonbyō             |
| 五秒  | ごびょう               | gobyō              |
| 六秒  | ろくびょう             | rokubyō            |
| 七秒  | ななびょう、しちびょう | nanabyō, shichibyō |
| 八秒  | はちびょう             | hachibyō           |
| 九秒  | きゅうびょう           | kyūbyō             |
| 十秒  | じゅうびょう           | jūbyō              |
| 何秒  | なんびょう             | nanbyō             |

## Constructions

### Bâtiments
Le compteur 棟 (とう ou むね) s'applique aux grands bâtiments, aux immeubles…
| Kanji | Kana                 | Rōmaji      |
| ----- | -------------------- | ----------- |
| 一棟  | いっとう             | ittō        |
| 二棟  | にとう               | nitō        |
| 三棟  | さんとう             | santō       |
| 四棟  | よんとう             | yontō       |
| 五棟  | ごとう               | gotō        |
| 六棟  | ろくとう             | rokutō      |
| 七棟  | ななとう             | nanatō      |
| 八棟  | はっとう             | hattō       |
| 九棟  | きゅうとう           | kyūtō       |
| 十棟  | じゅっとう、じっとう | juttō, jutō |
| 何棟  | なんとう             | nantō       |

### Maisons
Le compteur 軒 (けん) s'applique aux maisons et aux petits bâtiments…
| Kanji | Kana                 | Rōmaji         |
| ----- | -------------------- | -------------- |
| 一軒  | いっけん             | ikken          |
| 二軒  | にけん               | niken          |
| 三軒  | さんげん             | sangen         |
| 四軒  | よんけん             | yonken         |
| 五軒  | ごけん               | goken          |
| 六軒  | ろっけん             | rokken         |
| 七軒  | ななけん             | nanaken        |
| 八軒  | はっけん             | hakken         |
| 九軒  | きゅうけん           | kyūken         |
| 十軒  | じゅっけん、じっけん | jukken, jikken |
| 何軒  | なんげん             | nangen         |

Exemple : 十軒の家がすっかり燃えた。« Dix maisons ont brûlé. »

### Étages
Le compteur pour les étages est 階 (かい)
| Kanji | Kana                 | Rōmaji         |
| ----- | -------------------- | -------------- |
| 一階  | いっかい             | ikkai          |
| 二階  | にかい               | nikai          |
| 三階  | さんがい             | sangai         |
| 四階  | よんかい             | yonkai         |
| 五階  | ごかい               | gokai          |
| 六階  | ろっかい             | rokkai         |
| 七階  | ななかい             | nanakai        |
| 八階  | はっかい             | hakkai         |
| 九階  | きゅうかい           | kyūkai         |
| 十階  | じゅっかい、じっかい | jukkai, jikkai |
| 何階  | なんがい             | nangai         |

Exemple : 二階建て。 « Un bâtiment de deux étages. »
Attention, les étages sont comptés « à l'américaine » : 一階 est le rez-de-chaussée, 二階 est le premier étage, etc.
Le préfixe ちか est ajouté pour compter les sous-sols.
Exemple : ちゅうしゃじょうは ちか二階 です。 « Le parking est au deuxième sous-sol. »

## Autres cas

### Numérotation
Le compteur 番 (ばん) s'utilise lorsque des objets sont numérotés, pour désigner l'un d'entre eux par le nombre qui lui est associé.
| Kanji | Kana       | Rōmaji   |
| ----- | ---------- | -------- |
| 一番  | いちばん   | ichiban  |
| 二番  | にばん     | niban    |
| 三番  | さんばん   | sanban   |
| 四番  | よんばん   | yonban   |
| 五番  | ごばん     | goban    |
| 六番  | ろくばん   | rokuban  |
| 七番  | ななばん   | nanaban  |
| 八番  | はちばん   | hachiban |
| 九番  | きゅうばん | kyūban   |
| 十番  | じゅうばん | jūban    |
| 何番  | なんばん   | nanban   |

Exemple : このバスは四番です。 « Ce bus est le no 4. »

### Classement
Pour dire : « le premier, le deuxième, le troisième… » on utilise un deuxième compteur, 目 (め) qu'on rajoute au compteur 番 (ばん) vu ci-dessus.
| Kanji  | Kana         | Rōmaji     |
| ------ | ------------ | ---------- |
| 一番目 | いちばんめ   | ichibanme  |
| 二番目 | にばんめ     | nibanme    |
| 三番目 | さんばんめ   | sanbanme   |
| 四番目 | よんばんめ   | yonbanme   |
| 五番目 | ごばんめ     | gobanme    |
| 六番目 | ろくばんめ   | rokubanme  |
| 七番目 | ななばんめ   | nanabanme  |
| 八番目 | はちばんめ   | hachibanme |
| 九番目 | きゅうばんめ | kyūbanme   |
| 十番目 | じゅうばんめ | jūbanme    |
| 何番目 | なんばんめ   | nanbanme   |

Exemple : 大阪は日本で二番目の大都市です。 « Osaka est la deuxième plus grande ville au Japon. »

### Fréquence
Pour la fréquence, le compteur est 回 (かい).
| Kanji | Kana                 | Rōmaji         |
| ----- | -------------------- | -------------- |
| 一回  | いっかい             | ikkai          |
| 二回  | にかい               | nikai          |
| 三回  | さんかい             | sankai         |
| 四回  | よんかい             | yonkai         |
| 五回  | ごかい               | gokai          |
| 六回  | ろっかい             | rokkai         |
| 七回  | ななかい             | nanakai        |
| 八回  | はっかい             | hakkai         |
| 九回  | きゅうかい           | kyūkai         |
| 十回  | じゅっかい、じっかい | jukkai, jikkai |
| 何回  | なんかい             | nankai         |
| 次回  | じかい               | jikai          |

次回 (jikai) signifie « la prochaine fois ».
Il est à noter que la prononciation du compteur pour la fréquence est parfois la même que celle du compteur pour les étages. Cependant, 階 et 回 sont différents.

### Sections
Pour compter les leçons d'un manuel ou les sections et chapitres d'un livre, on utilise 課　(section) avec 第 (ordinal).
| Kanji  | Kana                   | Rōmaji               |
| ------ | ---------------------- | -------------------- |
| 第一課 | だいいっか             | daiikka              |
| 第二課 | だいにか               | dainika              |
| 第三課 | だいさんか             | daisanka             |
| 第四課 | だいよんか             | daiyonka             |
| 第五課 | だいごか               | daigoka              |
| 第六課 | だいろっか             | dairokka             |
| 第七課 | だいななか             | dainanaka            |
| 第八課 | だいはちか、だいはっか | daihachika, daihakka |
| 第九課 | だいきゅうか           | daikyuuka            |
| 第十課 | だいじっか             | daijikka             |
| 何課   | なんか                 | nanka                |

Exemple : 昨日第五課を全部やってしまった。 « Hier, nous avons fait toute la leçon 5. »